# 毛加恩
毛加恩（英語：James Mao，1982年11月16日—）為前臺灣男子籃球運動員，場上位置為小前鋒，現任台灣職業籃球大聯盟新北國王總經理。

## 生平
毛加恩出生於美國德克薩斯州，在大學籃球校隊屬於練習生。2006年7月，SBL超級籃球聯賽幼敏電銷有意註冊ABC（美籍華裔）球員毛加恩，但毛加恩在臺灣連續居住未滿270天而無法申請中華民國身分證，不符超級籃球聯賽章程，最終超級籃球聯賽委員會決議，放行幼敏電銷第四季超級籃球聯賽註冊毛加恩，隔年2月15日前須補繳交中華民國身分證。2007年1月，東風老鷹決議讓毛加恩以洋將身分登錄第四季超級籃球聯賽。第五季超級籃球聯賽因為毛加恩已取得中華民國身分證變成本土球員，球隊改登錄簡浩為洋將。2010年、2012分別代表中華男籃參加第32屆、34屆瓊斯盃。2011年在好友高以翔牽線下加入傑星娛樂，規畫在球員退役後朝演藝圈發展。
在引退的第十二季超級籃球聯賽開打前，毛加恩已轉任璞園建設團隊董事長特助秘書。2015年2月28日，臺中璞園建築為毛加恩舉行引退賽。2017年1月，毛加恩出任東南亞職業籃球聯賽（ABL）高雄聖徒領隊。2020–21年賽季，毛加恩受邀擔任P. LEAGUE+英文轉播的球評。2021年5月，毛加恩出任P.LEAGUE+新北國王總經理。2024-25賽季毛加恩獲選TPBL年度經理人。

## 個人生活
毛加恩祖籍浙江奉化，而毛治國是他的叔公，與蔣中正元配毛福梅亦同為奉化毛氏宗親。
毛加恩與小七歲的造型師羅雯熱戀兩年半，並於2019年結婚。2020年10月4日，長子（Noah）誕生。2024年3月8日，長女（Kyla）誕生。
毛加恩於2015年引退後，從事房地產買賣，並與朋友共同開餐廳。後續，毛加恩與朋友施振邦共同創辦 Daddy’s Dining Group 老爹餐飲集團，至2022年已有四個餐飲品牌，包含美式手抓海鮮 Shrimp Daddy 蝦老爹、墨西哥料理 Twinkeyz Tacos 塔可老爹和 Twinkeyz Dos（永久歇業），以及 HOTTIES 美式辣炸雞。

## 影視演出
- 2007年：中視《18禁不禁》飾 汪少威（客串）
- 2022年：TVBS歡樂台《機智校園生活-第三季必勝高三生》(客串第41集)飾 毛加恩

## 外部連結
- 毛加恩的Facebook專頁
- 毛加恩的Instagram帳戶
- 毛加恩在fiba.basketball（英语）
- 毛加恩在archive.fiba.com（存檔）（英语）
- 毛加恩在Eurobasket.com（球員）（英语）
- 毛加恩在RealGM（球員）（英语）